# Future Blues
Future Blues — пятый студийный альбом американской блюз-рок-группы Canned Heat, выпущенный в 1970 году на лейбле Liberty Records. Последний альбом, записанный с участием Ларри Тейлора и Алана Уилсона (умер вскоре после его выхода) и первый альбом, записанный с участием гитариста Харви Мандела, сменившего Генри Вестайна, который играл на предыдущих альбомах коллектива. Песня «London Blues» была записана совместно с Доктором Джоном, а вошедшая в диск кавер-версия песни Уилберта Харрисона «Let’s Work Together» имела огромный успех и стала хитом. В 2002 году альбом был переиздан лейблом MAM Productions с пятью бонус-треками.

## Список композиций
| №  | Название                  | Автор(ы)         | Длительность |
| -- | ------------------------- | ---------------- | ------------ |
| 1. | «Sugar Bee»               | Эдди Шулер       | 2:39         |
| 2. | «Shake It and Break It»   | Чарли Паттон     | 2:35         |
| 3. | «That’s All Right (Mama)» | Артур Крудап     | 4:19         |
| 4. | «My Time Ain’t Long»      | Алан Уилсон      | 3:49         |
| 5. | «Skat»                    | Алан Уилсон      | 2:44         |
| 6. | «Let’s Work Together»     | Уилберт Харрисон | 2:53         |

| №  | Название                           | Автор(ы)    | Длительность |
| -- | ---------------------------------- | ----------- | ------------ |
| 7. | «London Blues»                     | Алан Уилсон | 5:31         |
| 8. | «So Sad (The World’s in a Tangle)» | Canned Heat | 7:57         |
| 9. | «Future Blues»                     | Canned Heat | 2:58         |

### Бонус-треки на CD-издании 2002 года
1. «Let’s Work Together» Single Mono Version (Уилберт Харрисон) — 2:46
2. «Skat» Single Mono Version (Алан Уилсон) — 2:39
3. «Wooly Bully» (Доминго Самудио) — 2:30
4. «Christmas Blues» Canned Heat and The Chipmunks (Фрэнк Кук, Ларри Тейлор, Генри Вестайн, Алан Уилсон, Боб Хайт) — 2:31
5. «The Chipmunk Song (Christmas Don’t Be Late» Canned Heat and The Chipmunks (Росс Багдасарян) — 2:45

## Участники записи
Canned Heat
- Боб Хайт[англ.] — вокал
- Алан Уилсон[англ.] — слайд-гитара, вокал, губная гармоника
- Харви Мандел — ритм-гитара
- Ларри Тейлор — бас-гитара
- Адольфо де Ла Парра[англ.] — ударные

Дополнительный персонал
- Доктор Джон — фортепиано, духовые аранжировки (5 и 7 треки)
- Эрнест Лейн — фортепиано (трек 9)

Производство
- Томми Оливер — звукоинженер
- Скип Тейлор — продюсер
- Canned Heat — продюсеры